# Wei Yili
Wei Yili (Yichang, 24 de junho de 1982) é uma ex-jogadora de badminton chinesa,  medalhista olímpica especializada em duplas.

## Carreira
Wei Yili representou seu país nos Jogos Olímpicos de Verão de 2004 e 2008, conquistando a medalha de bronze, nas duplas em 2008 com Zhang Yawen .